# Syllis elongata
Syllis elongata är en ringmaskart som beskrevs av Francis Day 1949. Syllis elongata ingår i släktet Syllis och familjen Syllidae. Inga underarter finns listade i Catalogue of Life.